# Висенте, Адриан
Адриан Висенте (исп. Adrián Vicente Yunta; род. 11 июня 1999, Мадрид) — испанский тхэквондист, член сборной Испании. Бронзовый призёр чемпионата мира 2023 годов, чемпион Европы 2018 года, призёр чемпионатов Европы. Участник летних Олимпийских игр 2020 года в Токио. 

## Карьера
С 2016 года Адриан Висенте выступает на международных соревнованиях по тхэквондо. 
В 2018 году в весовой категории до 54 кг на чемпионате Европы, который состоялся в Казани, Адриан висенте завоевал чемпионский титул. В финале он победил соперника из России Магомеда Гаджиева. 
На летних Олимпийских играх 2020 года в Токио принял участие в соревнованиях тхэквондистов в весовой категории до 58 кг. Уступил в четвертьфинале корейскому спортсмену и завершил выступление на турнире. 
В 2021 году на чемпионате Европы по тхэквондо стал серебряным призёром в весовой категории до 58 кг. В финале уступил спортсмену из Франции Сириану Раве. Через год на чемпионате Европы в Манчестере в категории до 58 кг стал бронзовым призёром. 
В 2023 году на чемпионате мира, который состоялся в Баку, в категории до 58 кг, испанец стал бронзовым призёром чемпионата мира. В финал его не пустил спортсмен из Южной Кореи Пэ Чжун Со.